# Харченко Вадим Степанович
Вадим Степанович Харченко (Жуковський) (нар. 7 грудня 1975, Суми, УРСР) — український футболіст, що виступав на позиціях захисник та півзахисник. Після завершення кар'єри гравця — футбольний тренер.

## Життєпис
Вихованець сумського футболу. Професіональну кар'єру розпочав у 1992 році в «Урарту» з Грозного. Далі грав в клубах «Юджин» і СКД з Самари. У 1996 році перейшов у «Віктор» із Запоріжжя. Згодом перебрався в «Нафтовик» з Охтирки, з 1999 по 2002 рік виступав за харківський «Металіст», і лише наприкінці 2002 року повернувся в рідні Суми, провівши 9 матчів у клубі «Спартак-Горобина». З 2003 року грав за «Нафтовик-Укрнафта», відіграв за клуб 7 сезонів, вийшовши на поле в національних чемпіона різних ліг 190 раз. У 2010 році перейшов до ФК «Полтава» з однойменного міста. З 2011 по 2020 рік виступав за «Енергетик» (Солоницівка) у чемпіонаті Харківської області.